# Miss Shanel
Ruth Nirere, mieux connue sous le nom de Miss Shanel née le 26 octobre 1985, est une chanteuse et actrice rwandaise.

## Histoire

### Débuts
Encore enfant, elle commence à chanter et sort deux singles réussis, destinés à réconforter et à commémorer les survivants et les victimes du génocide des Tutsi au Rwanda, alors qu'elle était élève en secondaire. Ses chansons sont régulièrement jouées pendant la période annuelle de commémoration du génocide, et en 2004, elle remporte le concours "Never Again" qui sélectionne le meilleur artiste de cette période de commémoration.

### Carrière
En 2012, elle donne une série de représentations pour les soldats de la paix rwandais stationnés au Darfour, au Soudan puis, un an plus tard, elle déménage en France pour suivre un cours de deux ans d'interprétation vocale.
En 2017, elle joue dans le film La Miséricorde de la jungle avec Marc Zinga et Stéphane Bak et produit par Joël Karekezi.

## Prix
Miss Shanel a été nommée trois fois pour un prix musical Pearl of Africa (en) en 2006, 2007 et 2008. En 2009, elle remporte un Salax Award dans la catégorie de la meilleure artiste féminine.
En plus de sa carrière musicale, Nirere se lance dans une carrière en tant qu'actrice. Elle joue dans les films Avenir et Long Coat réalisés par Edouard Bamporiki ainsi que dans Le Jour où Dieu est parti en voyage (2009), qui raconte des histoires du génocide des Tutsi au Rwanda. La performance de Nirere lui a valu le prix de la meilleure actrice au Festival international du film de Thessalonique en Grèce et au Festival international du film de Bratislava en Slovaquie.
En 2011, elle joue dans le film rwandais Matière grise réalisé par Kivu Ruhorahoza qui traite des séquelles du génocide au Rwanda.